# San Miguel el Alto
San Miguel el Alto es una ciudad mexicana, cabecera del municipio homónimo, situada en la región Altos Sur, en el estado de Jalisco.

## Geografía
La ciudad de San Miguel el Alto se localiza dentro del municipio homónimo, en el noreste del estado de Jalisco; se ubica en el centro-norte del municipio. Está a una altura media de 1851 m s. n. m.

### Clima
San Miguel el Alto tiene dos tipos de clima: el semicálido subhúmedo que se presenta en el norte de la ciudad y el templado subhúmedo, en el sur. Tiene una temperatura media anual de 17.6 °C y una precipitación media anual de 712.4 milímetros.
| Parámetros climáticos promedio de San Miguel el Alto, Jalisco | Parámetros climáticos promedio de San Miguel el Alto, Jalisco | Parámetros climáticos promedio de San Miguel el Alto, Jalisco | Parámetros climáticos promedio de San Miguel el Alto, Jalisco | Parámetros climáticos promedio de San Miguel el Alto, Jalisco | Parámetros climáticos promedio de San Miguel el Alto, Jalisco | Parámetros climáticos promedio de San Miguel el Alto, Jalisco | Parámetros climáticos promedio de San Miguel el Alto, Jalisco | Parámetros climáticos promedio de San Miguel el Alto, Jalisco | Parámetros climáticos promedio de San Miguel el Alto, Jalisco | Parámetros climáticos promedio de San Miguel el Alto, Jalisco | Parámetros climáticos promedio de San Miguel el Alto, Jalisco | Parámetros climáticos promedio de San Miguel el Alto, Jalisco | Parámetros climáticos promedio de San Miguel el Alto, Jalisco |
| Mes                                                           | Ene.                                                          | Feb.                                                          | Mar.                                                          | Abr.                                                          | May.                                                          | Jun.                                                          | Jul.                                                          | Ago.                                                          | Sep.                                                          | Oct.                                                          | Nov.                                                          | Dic.                                                          | Anual                                                         |
| ------------------------------------------------------------- | ------------------------------------------------------------- | ------------------------------------------------------------- | ------------------------------------------------------------- | ------------------------------------------------------------- | ------------------------------------------------------------- | ------------------------------------------------------------- | ------------------------------------------------------------- | ------------------------------------------------------------- | ------------------------------------------------------------- | ------------------------------------------------------------- | ------------------------------------------------------------- | ------------------------------------------------------------- | ------------------------------------------------------------- |
| Temp. máx. abs. (°C)                                          | 36.0                                                          | 32.0                                                          | 37.5                                                          | 39.0                                                          | 37.0                                                          | 38.0                                                          | 36.0                                                          | 38.0                                                          | 36.0                                                          | 36.0                                                          | 36.0                                                          | 34.5                                                          | 39.0                                                          |
| Temp. máx. media (°C)                                         | 23.4                                                          | 24.7                                                          | 27.1                                                          | 29.2                                                          | 30.6                                                          | 28.9                                                          | 26.0                                                          | 26.2                                                          | 25.7                                                          | 25.6                                                          | 25.0                                                          | 23.5                                                          | 26.3                                                          |
| Temp. media (°C)                                              | 13.0                                                          | 14.2                                                          | 16.7                                                          | 19.2                                                          | 21.3                                                          | 21.4                                                          | 19.8                                                          | 19.6                                                          | 19.1                                                          | 17.5                                                          | 15.2                                                          | 13.6                                                          | 17.6                                                          |
| Temp. mín. media (°C)                                         | 2.5                                                           | 3.8                                                           | 6.3                                                           | 9.1                                                           | 12.0                                                          | 13.9                                                          | 13.6                                                          | 13.0                                                          | 12.5                                                          | 9.4                                                           | 5.5                                                           | 3.7                                                           | 8.8                                                           |
| Temp. mín. abs. (°C)                                          | -9.0                                                          | -7.4                                                          | -4.5                                                          | -1.0                                                          | 3.0                                                           | 5.0                                                           | 5.0                                                           | 6.0                                                           | 2.0                                                           | -4.0                                                          | -7.0                                                          | -13.0                                                         | -13.0                                                         |
| Precipitación total (mm)                                      | 10.8                                                          | 6.0                                                           | 4.0                                                           | 8.0                                                           | 21.3                                                          | 124.0                                                         | 196.2                                                         | 164.8                                                         | 112.9                                                         | 45.5                                                          | 9.5                                                           | 9.4                                                           | 712.4                                                         |
| Días de precipitaciones (≥ 1 mm)                              | 1.3                                                           | 1.0                                                           | 0.5                                                           | 1.2                                                           | 3.1                                                           | 11.0                                                          | 16.6                                                          | 15.1                                                          | 11.0                                                          | 4.8                                                           | 1.2                                                           | 1.3                                                           | 68.1                                                          |
| Fuente: Servicio Meteorológico Nacional                       |                                                               |                                                               |                                                               |                                                               |                                                               |                                                               |                                                               |                                                               |                                                               |                                                               |                                                               |                                                               |                                                               |

## Demografía
De acuerdo con el Censo de Población y Vivienda realizado en marzo de 2020 por el Instituto Nacional de Estadística y Geografía (INEGI), en San Miguel el Alto había un total de 25 925 habitantes, 13 382 mujeres y 12 543 hombres. En 2020 había un total de 7190 viviendas habitadas.

### Evolución demográfica
| Gráfica de evolución demográfica de San Miguel el Alto entre 1900 y 2020 |
|                                                                          |
| Fuente: Instituto Nacional de Estadística y Geografía                    |